# Montaudin
Montaudin là một xã thuộc tỉnh Mayenne trong vùng Pays de la Loire tây bắc nước Pháp. Xã này nằm ở khu vực có độ cao trung bình 206 mét trên mực nước biển.

## Ảnh

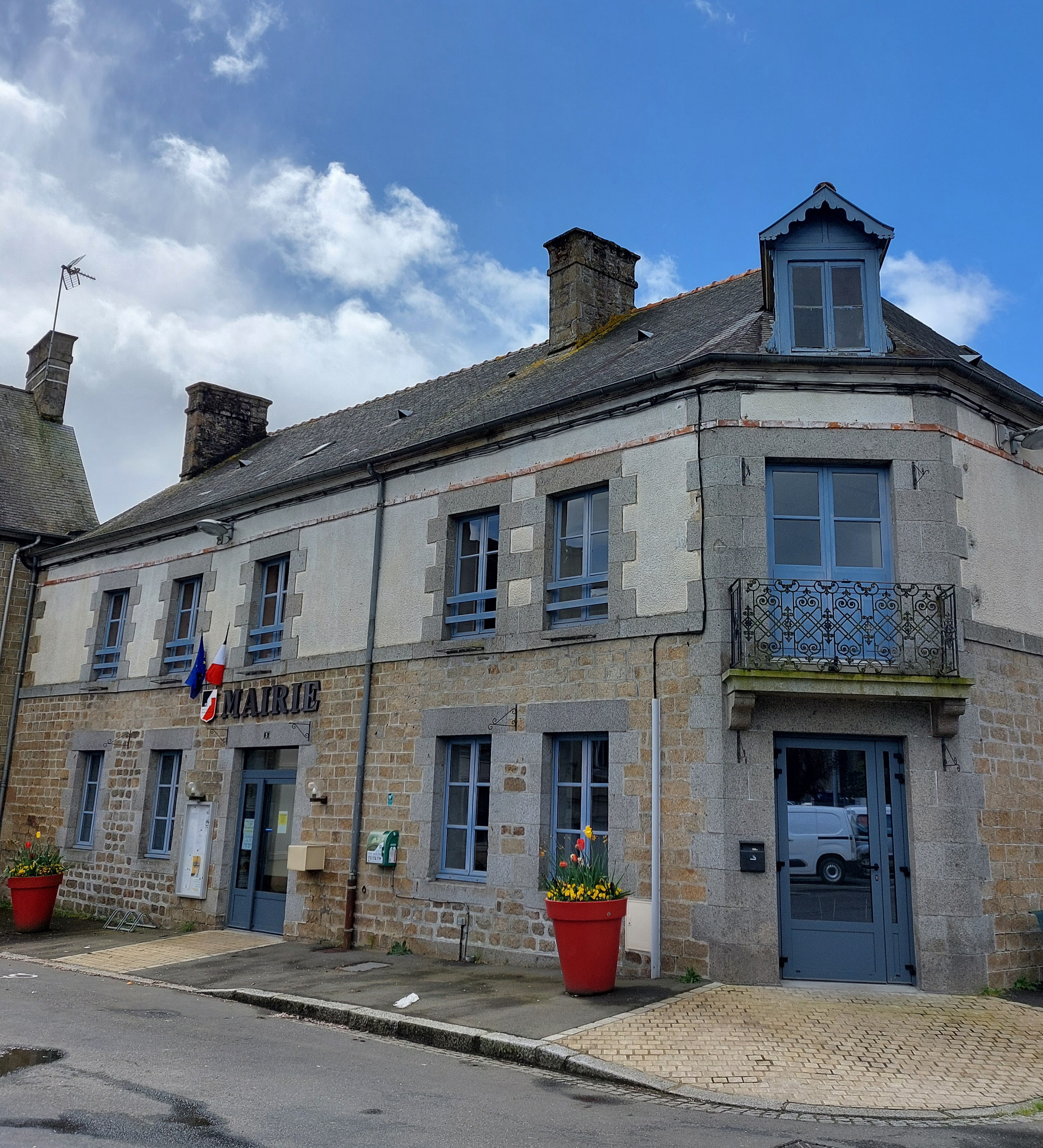
Tòa thị chính
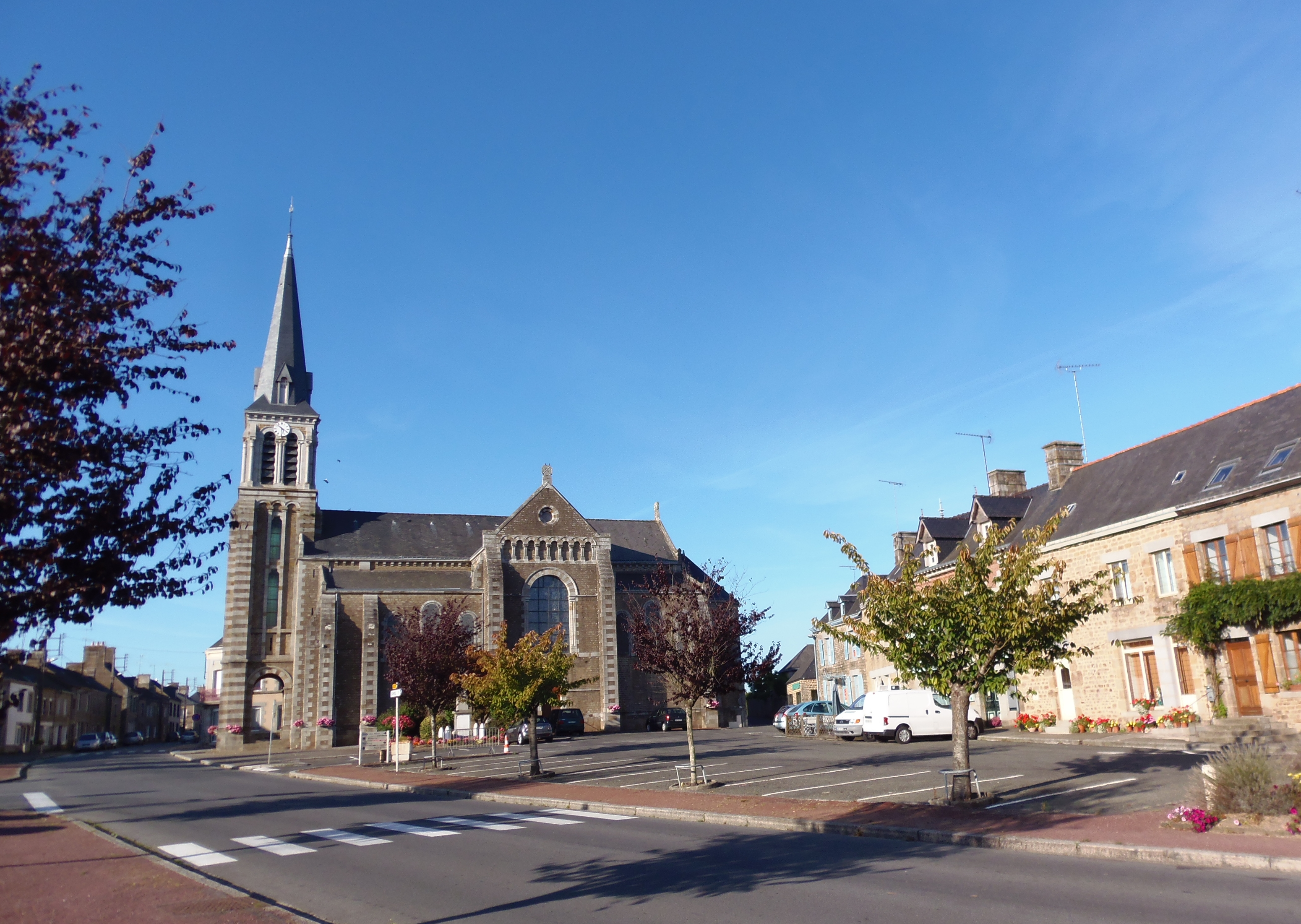
Nhà thờ